# دودیان
دودیان (به عربی: دودیان) یک روستا در سوریه است که در اعزاز واقع شده‌است. دودیان ۱٬۱۶۴ نفر جمعیت دارد.